# Ajax (circonscription fédérale)
Pour les articles homonymes, voir Ajax.
Circonscription électorale fédérale du Canada
Ajax est une circonscription électorale fédérale en Ontario représenté depuis 2015.

## Géographie
Située dans la Municipalité régionale de Durham dans la banlieue de Toronto, la circonscription consiste en la ville d'Ajax.
Les circonscriptions limitrophes sont Pickering—Uxbridge et Whitby.  

2015 (Toronto)

## Historique
La circonscription a été créée avant les élections fédérales de 2015, à partir du comté d'Ajax—Pickering. Ce dernier avait été tenu par le libéral Mark Holland, de 2004 à 2011, avant qu'il ne soit battu par le conservateur Chris Alexander. En 2015, alors que Alexander est devenu ministre de l'immigration de Stephen Harper, les deux hommes s'affrontent à nouveau dans le nouveau district. Holland l'emporte cette fois par plus de 21 points de pourcentage. 
Holland est confortablement réélu en 2019, puis en 2021. Il devient ministre de la Santé de Justin Trudeau de 2023 à 2025. Il ne se représente pas aux élections de 2025.
| Législature                                         | Années                                              | Député                                              | Député                                              | Parti                                               |
| Ajax issue d'une partie d'Ajax—Pickering avant 2015 | Ajax issue d'une partie d'Ajax—Pickering avant 2015 | Ajax issue d'une partie d'Ajax—Pickering avant 2015 | Ajax issue d'une partie d'Ajax—Pickering avant 2015 | Ajax issue d'une partie d'Ajax—Pickering avant 2015 |
| --------------------------------------------------- | --------------------------------------------------- | --------------------------------------------------- | --------------------------------------------------- | --------------------------------------------------- |
| 42e                                                 | 2015–2019                                           |                                                     | Mark Holland                                        | Libéral                                             |
| 43e                                                 | 2019–2021                                           |                                                     | Mark Holland                                        | Libéral                                             |
| 44e                                                 | 2021–2025                                           |                                                     | Mark Holland                                        | Libéral                                             |
| 45e                                                 | 2025–en cours                                       |                                                     | Jennifer McKelvie                                   | Libéral                                             |

## Circonscription provinciale
Depuis les élections provinciales ontariennes du 4 octobre 2007, l'ensemble des circonscriptions provinciales et des circonscriptions fédérales sont identiques.